# Manat azerbaidjanès
El manat azerbaidjanès (en àzeri Azərbaycan manatı o, simplement, manat) és la moneda de l'Azerbaidjan. El codi ISO 4217 és AZN (fins al 31 de desembre del 2005 era AZM) i el seu símbol és una mena de m estilitzada; es pot abreujar també man. El mot manat prové del rus монета (moneda), que es pronuncia maneta. Se subdivideix en 100 qəpik, fracció que des del 1993 fins al 2005 no es va utilitzar a causa de la forta inflació, però que es va reintroduir en la revaluació de l'1 de gener del 2006.

## Primer manat (1919-1923)

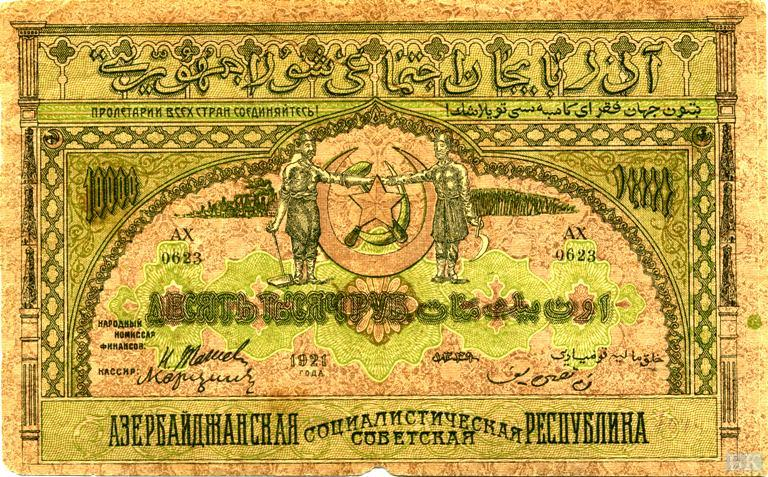
Bitllet de 10.000 manats (rubles) del 1921

La República Democràtica de l'Azerbaidjan i la República Socialista Soviètica de l'Azerbaidjan van emetre la seva pròpia moneda entre 1919 i 1923, anomenada manat (منات) en àzeri i ruble (рубль) en rus, llengües totes dues que apareixien als bitllets. El manat va substituir el primer ruble de Transcaucàsia en termes paritaris 1:1, i fou substituït pel segon ruble de Transcaucàsia quan l'Azerbaidjan va esdevenir part de la República Federativa Socialista Soviètica de Transcaucàsia. Aquest primer manat no tenia moneda fraccionària i només se'n van emetre bitllets, que van anar dels 25 als 500 manats la primera sèrie, i dels 5 als 5.000.000 la segona, d'època soviètica.

## Segon manat (1992-2005)

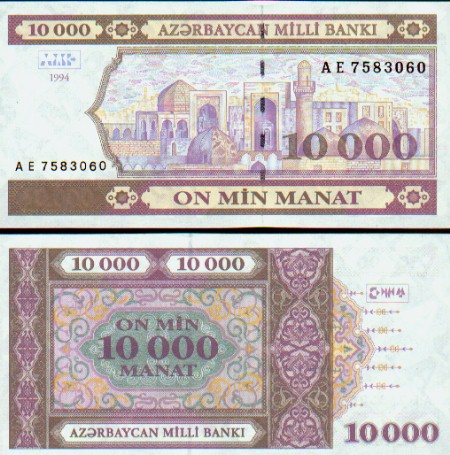
Bitllet de 10.000 manats del 1994

El manat de l'Azerbaidjan independent de l'era postsoviètica es va introduir el 1992 en substitució del ruble soviètic a raó de 10 manat per ruble.
El 6 de gener del 2005, un dòlar costava 4.922,94 AZM. Des de començaments del 2002 fins a principis del 2005 la taxa de canvi va romandre estable, a la banda dels 4.770 als 4.990 manats per dòlar.
Els bitllets de 50 manats i inferiors havien desaparegut pràcticament de la circulació a la capital del país, Bakú, i les monedes ja no s'utilitzaven.
Tot això va fer decidir de revaluar 5.000 vegades el manat azerbaidjanès. La revaluació es va fer efectiva l'1 de gener del 2006, moment en què es van començar a introduir les noves monedes. Des de l'1 d'octubre del 2005 els preus s'expressen en antics i nous manats.
Estaven en circulació bitllets d'1, 5, 10, 50, 100, 250, 500, 1.000, 5.000, 10.000 i 50.000 manat. Pràcticament no s'utilitzaven els bitllets d'1 a 100 manat.

## Tercer manat (a partir del 2006)

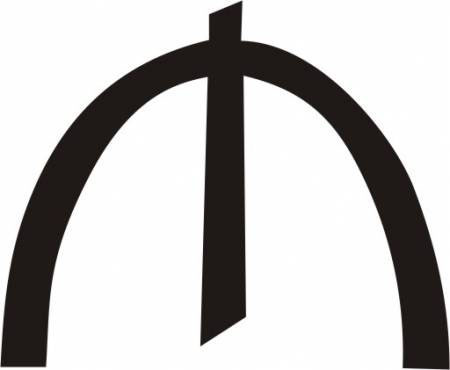
Símbol del manat azerbaidjanès

El manat és emès pel Banc Central de la República de l'Azerbaidjan (Azərbaycan Respublikasının Mərkəzi Bankı).
Les noves monedes emeses són d'1, 3, 5, 10, 20 i 50 qəpik i els nous bitllets són d'1, 5, 10, 20, 50 i 100 manats.

## Taxes de canvi
- 1 EUR = 1,0918 AZN (2 de gener del 2006)
- 1 USD = 0,9186 AZN (2 de gener del 2006)